# Mana Endo
Mana Endo es una tenista profesional japonesa, retirada. Jugó torneos WTA de 1991 a 1998. Nació el 6 de febrero de 1971 en Hiroshima y reside en Fukuyama.
Empezó a jugar tenis a la edad de 7 años con su padre y entrenador Hiroshi.[cita requerida] Se graduó por la Universidad de Tsukuba. Alcanzó el puesto n.º. 26 en el ranking de sencillos (1994) y el n.º 98 en dobles (1995).

## Finales de WTA

### Singles 2 (1–1)
| Leyenda          |   |
| Grand Slam       | 0 |
| Torneos WTA      | 0 |
| Tier I           | 0 |
| Tier II          | 0 |
| Tier III         | 0 |
| Tier IV & V      | 1 |
| Juegos Olímpicos | 0 |

| Resultado | No. | Fecha               | Torneo    | Superficie | Oponente             | Marcador      |
| Ganadora  | 1.  | 15 de enero de 1994 | Australia | Dura       | Rachel McQuillan     | 6–1, 6–7, 6–4 |
| Finalista | 2.  | 14 de enero de 1996 | Australia | Dura       | Julie Halard-Decugis | 1–6, 2–6      |